# Prodam Guido

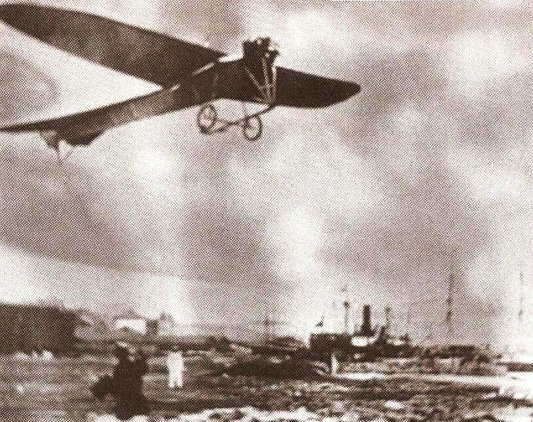
Horváth III. monoplán Fiume felett. A pilóta Prodam Guido

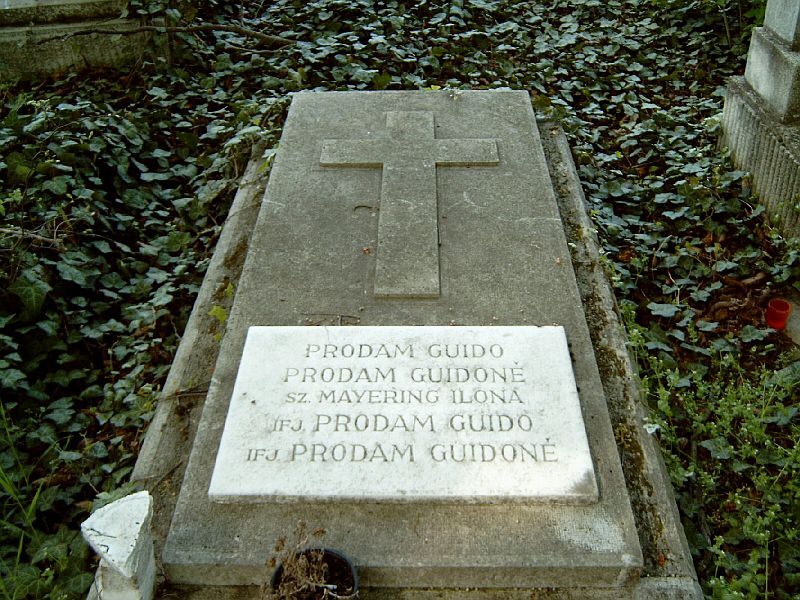
Prodam Guidó és családjának sírja Budapesten. Új köztemető 16/15-1-32.

Prodam Guido, teljes nevén: Prodam Guidó Kolozs János, névváltozat: Prodám (Fiume, 1882. szeptember 11. – Budapest, 1948. július 1.) olasz származású magyar gyógyszerész, repülőgéptervező, a magyar aviatika úttörője.

## Életpályája
Fiumében – a vegyes horvát, magyar, olasz lakosságú városban – született Prodam János és Deotta Erzsébet gyermekeként. Családja olasz volt, egyedül ő vallotta magát magyarnak. Fivére, Prodam Attila (Attilio) elektromérnök volt Fiumében.
Apja nyomán ő is gyógyszerészetet tanult. A kolozsvári egyetemen 1904-ben kapta meg oklevelét, majd Torontál vármegyében gyógyszerészkedett. Gyakorlati ideje letelte után megnősült. Ekkor apósának zichifalvai, majd istvánvölgyi gyógyszertárát bérelte. Két gyermekük született, de felesége 1910-ben háromévi házasság után meghalt és ő hátat fordított e szakmának.
1910-ben érkezett Budapestre, a Rákos-mezőre, hogy részt vegyen a repülőtéren folyó aviatikai kísérletekben. A Horváth Ernő által épített Horváth III/A jelű gép vezetésével 1911. november 4-én először repült Budapest belterülete felett. Saját repülőjével 1911-ben Fiuméba repült. Elsőként repült gépével az Adriai-tenger fölé, azonban  leszállás során  elvesztette uralmát a gép fölött és a tengerbe zuhant. Kisebb sérülésekkel túlélte a balesetet, de elsüllyedt repülőgépét csak hónapok múlva találták meg. Balesetét követően a Rákosmezőn új gépet épített, és 1912-ben hivatalosan is letette a pilótavizsgát. A harmadik számú magyar pilótaigazolvány az övé (dr. Kutassy Ágoston és gróf Teleki Tibor után). 
Négy év alatt négyszázezer koronát költött a repülésre. Dúsgazdag fiumei patrícius patikus család sarja volt s családi vagyonát fordította a magyar repülés megindítására. Az első világháború kitörésekor Fiuméban élő édesapja hirtelenharagú hazafiasságában kitagadta. Ekkor Prodam betegen – mivel 1914 júniusában történt szerencsétlenségekor huszonöt csonttörést és agyrázkódást szenvedett – Bécsbe szállíttatta magát, hogy ott jelentkezzem szolgálatra. Budapesten nevelkedett, magyarnak érezte magát, de így elesett az örökségből, a főörökösként rá eső másfél millió aranypengőtől.
A háború kitörésekor azonnal repülőszolgálatra jelentkezett, de súlyos sérülései miatt ekkor még alkalmatlannak minősítették. 1915-től a katonai automobiljavtó műhelyben volt csoportvezető. Újra jelentkezett írásban a repülőkhöz, de mivel csak tiszti vizsgával, és legalább négyhónapos frontszolgálat után lehetett csak újra kérelmezni, 1916-ban bevonult a 72. gyalogezredhez Nagyszombatra, ahonnan az esztergomtábori tiszti iskolára vezényelték. Innen a rangelsők közül került vissza ezredéhez, Pozsonyba. Többszöri jelentkezés után kimehetett az olasz frontra. Megbetegedett és eközben kapta meg a parancsot, hogy vonuljon be a repülőkhöz. 
Amikor meggyógyult, 1917-ben, Bécsújhelyre mehetett a Flosch repülőtiszt-képző iskolába. Ezt követően hadipilóta lett, számos bevetés után azonban gépe 1918. február 10-én 4800 méter magasságban az olasz harcmezőn találatot kapott és tizenhat hónapra hadifogságba került. Ez alatt Vicenzaban egy tartalékkórházban – ahonnan táviratban értesítette fivérét, aki értesítette a Vöröskeresztet és a rokonokat –, majd betegen egy milánói kórházban volt. Ezalatt két gyermeke Tétényben lakott. 1919 nyarán tért haza Magyarországra, mint 100 százalékos hadirokkant, mivel jobb karja örökre béna marad – jobb válla a zuhanás alkalmával összezúzódott és felső karjából öt centiméternyi csontdarab hiányzott. Prodamot a kommün alatt besorozták a vörös hadseregbe mint repülőparancsnokot és a Chotek-Ráday grófi család Eszterházy utcai palotájába szállásolták be, ahonnan eltűntek az ékszerek, ami ellopásának vádjával börtönbe került. Később ugyan – a grófi család is mellette tanúskodott és – felmentették, de sérült karján felnyílt a seb, ami elfertőződött és le kellett vágni. Elvesztett jobbkarjáért, illetve anyagi – mivel hogy e miatt nem tudott atyai örökségéért pert indítani – és erkölcsi káráért pert indított a kincstár ellen, de azt a Tábla elutasította.
Az első világháború után az arany vitézségi érmes hős repülő a fővárosban, visszatérve polgári foglalkozásához gyógyszertárat nyitott, amit a Rokkant Sashoz címzett (ez, mint "becenév" rajta is maradt). Még az 1920-as évek második felében megpróbálkozott ugyan, hogy átrepülhesse az óceánt – felszállását a mátyásföldi repülőtérről tervezte –, de az Aero Szövetség nem adta meg az ehhez szükséges engedélyt. 1931-ben perbe keveredett üzlettársával, aki rossz néven vette, hogy nem ment jól az üzlet, illetve hogy Prodám keveset volt ott, így a Retek utcai patikát megszüntették. Eközben gépkocsit vásárolt, ez lett az új szenvedélye. Ő volt az egyetlen, akinek Magyarországon fél karral is megadták az autóvezetésre jogosító igazolványt. 
Az 1940-es években visszavonultan élt budai lakásában. Ekkor már sorsjegyeladással foglalkozott és rokkant-nyugdíjából élt. A Tűzharcos Szövetség 1942-ben őt és gépének építőjét, Horváth Ernő tanárt babérkoszorúval jutalmazta abból az alkalomból, hogy harminc évvel korábban Prodam Guido elsőnek röpülte körül Budapestet.
Nemcsak a magyar sportrepülés úttörőinek volt egyik legnevezetesebb egyénisége, külföldön is nagyon jól ismerték nevét és nagyra értékelték a tudományát, mert mondhatni ő volt a siklórepülés feltalálója.
Kétszer házasodott. Első felesége, Mayering Ilona, hirtelen hunyt el, s e feletti fájdalmában kezdett el repüléssel foglalkozni, így felhagyott a patikussággal és Budapestre költözött. Fia, ifjabb Prodam Guidó Istvánvölgyön, 1909-ben született és tovább vitte apja repülés iránti elköteleződését. 1922. november 23-án Budapesten feleségül vette a nála négy évvel idősebb Morovich Alma állami tanítónőt, akitől 1932-ben elvált. Már nem érte meg, hogy fiát, akit még 1946-ban azzal vádoltak meg, hogy nyilas, felmentették. Egyik, 1948. június 26-ai kihallgatását követően pár nappal, július 1-jén elhunyt. Sírja a rákoskeresztúri Új köztemetőben található, egyike a Nemzeti Emlékhely és Kegyeleti Bizottság által levédett síroknak. Ott nyugszik Mayering Ilona, valamint fia, az ifjabb Guidó és annak neje is.

„Mint istvánvölgyi (Torontál vármegye) gyógyszerész madarak kitömésével is foglalkoztam üres óráimban. Egy ilyen kitömött madarat a gyógyszertárban helyeztem el és nem tudom mi volt az oka, hogy egyszer csak leesett a meglehetősen magas emelvényéről és kiterjesztett szárnyaival leszállt a gyógyszertárnak éppen az ellenkező sarkába. Az eset nagyon megragadta a figyelmemet, még aznap kivittem a madarat a kertembe és egy jegenyefára felmásztam vele, amilyen magasra csak tudtam. Eleresztettem és a madár újra siklani kezdett a levegőben és a két hold terjedelmű kertet keresztülrepülte. A sikeres kísérlet után már természetes volt, hogy nagy buzgalommal feküdtem neki a levegőiben való siklás tanulmányozásának és amikor az első repülőgépet kezdték építeni és kipróbálni a Rákoson, már készen voltam a siklórepülés elvi részével A gyakorlat persze nem ment olyan könnyen, mint a kertbeli próbák, de végül is sikerült megoldani a hihetetlennek látszó feladatot, hogy elállított motorral kizárólag a • gépszárnyak segítségével lehessen leereszkedni a legnagyobb magasságokból is.”

– Prodam Guido, Pesti Hírlap/Gyógyszerészi Közlöny 1936

Általa tervezett repülőgépek
- Prodam-I monoplán

1913 elején építette Rákoson, ami tervezéséért a Magyar Aero Szövetségtől 500 koronát kapott. Dobos István pilóta repülte, aki 140 km/ó sebességet ért el, és 1913. február 10-én 1850 méter magasra emelkedve magyar magassági rekordot állított fel vele. Fesztáv: 9,7 m. Hossz: 8,3 m. Magasság 3,7 m.
- Prodam-II monoplán

1913 július végén készült el vele Rákoson. Az első próbarepülése az 1913. augusztus 20-i Szent-István napi versenyen volt. A Schicht-díjra készülve 1914 áprilisában Dobos gyakorolt vele, a verseny előtti napon összetörte. Fesztáv: 9,0 m. Hossz: 8,25 m. Magasság: 2,7 m.
- Prodam-III monoplán

1914-ben az előző gép motorjával a hadirepülőgép pályázatra készült, jó repülő tulajdonságokkal. 1914. június 12-én Prodam leszállásakor a homokban átbukott vele, a gép összetört. Fesztáv: 8,75 m. Magasság 2,475 m.

## Emlékezete
- Mátyásföldön a Prodám utca (1950-es évek elejétől a Gara utca átnevezésével[17]) és ebben egy márvány emléktábla (felirata: „Prodam Guido 1882-1948 A repülés korai szakaszának jelentős személyisége. Az első magyar pilóta, aki Budapest és az Adriai tenger felett repült.”[18]) is őrzi emlékét.
- Szerepel Zalai Károly A magyar gyógyszerészet nagyjai 1612–1945 című, 2001-ben kiadott könyvében.[1][19]